# Middleton (Ryedale)
Middleton – wieś w Anglii, w hrabstwie North Yorkshire, w dystrykcie (unitary authority) North Yorkshire. Leży 39 km na północny wschód od miasta York i 309 km na północ od Londynu.